# Forever (松田聖子の映像作品)
『Forever』（フォーエヴァー）は、松田聖子のミュージック・ビデオ集。1998年6月1日発売。発売元は マーキュリー・ミュージックエンタテインメント。

## 解説
松田聖子9作目のミュージック・ビデオ集で、シングル「Gone with the rain」と同年発売アルバム『Forever』収録曲のミュージック・ビデオを収録している。

## 収録曲
1. Opening
2. 恋する想い〜Fall in love〜
3. Gone with the rain
4. Forever
5. Ending